# Devoll (stad)
Devoll  is een stad (bashki) in de Albanese prefectuur Korçë. De stad telt 26.716 inwoners (2011).

## Bestuurlijke indeling
Administratieve componenten (njësitë administrative përbërëse) na de gemeentelijke herinrichting van 2015 (inwoners tijdens de census 2011 tussen haakjes):
Bilisht (6250) • Hoçisht (4461) • Miras (6577) • Progër (3988) • Qendër Bilisht (5440).
De stad wordt verder ingedeeld in 45 plaatsen: Arrëz, Baban, Bickë, Bilisht, Bitinckë, Borsh, Braçanj, Bradvicë, Buzliqen, Cangonj, Çetë, Çipan, Dobranj, Eçmenik, Fitore, Gjyres, Grace, Grapsh, Hoçisht, Kapshticë, Koshnicë, Kuç, Kurilë, Mançurisht, Menkulas, Miras, Nikolicë, Përparimaj, Pilur, Poloskë, Ponçarë, Progër, Qytezë, Rakickë, Shyec, Sinicë, Stropan, Sul, Tren, Trestenik, Vërnik, Vidohovë, Vishocicë, Vranisht, Ziçisht.

## Bevolking

### Religie
De grootste religie in Devoll is de (soennitische) islam. Deze religie werd in 2011 beleden door 19.258 personen, oftewel 72,08% van de bevolking. De grootste minderheidsreligie is het christendom, met name de Albanees-Orthodoxe Kerk (1.539 personen; oftewel 5,76%).
| Plaats         | Bevolking (2011) | Islam (%)       | Katholiek (%) | Orthodox (%)  | Bektashisme (%) |
| -------------- | ---------------- | --------------- | ------------- | ------------- | --------------- |
| Bilisht        | 6.250            | 4.011 (64,18%)  | 84 (1,34%)    | 543 (8,69%)   | 9 (0,14%)       |
| Hoçisht        | 4.461            | 3.322 (74,47%)  | 53 (1,19%)    | 445 (9,98%)   | 1 (0,02%)       |
| Miras          | 6.577            | 4.761 (72,39%)  | 133 (2,02%)   | 166 (2,52%)   | - (-)           |
| Progër         | 3.988            | 3.318 (83,20%)  | 33 (0,83%)    | 156 (3,91%)   | 8 (0,20%)       |
| Qendër Bilisht | 5.440            | 3.846 (70,70%)  | 57 (1,05%)    | 229 (4,21%)   | 3 (0,06%)       |
| Devoll         | 26.716           | 19.258 (72,08%) | 360 (1,35%)   | 1.539 (5,76%) | 21 (0,08%)      |

Belsh · Berat · Bulqizë · Cërrik · Delvinë · Devoll · Dibër · Dimal · Divjakë · Dropull · Durrës · Elbasan · Fier · Finiq · Fushë-Arrëz · Gjirokastër · Gramsh · Has · Himarë · Kamëz · Kavajë · Këlcyrë · Klos · Kolonjë · Konispol · Korçë · Krujë · Kuçovë  · Kukës · Kurbin · Lezhë · Libohovë · Librazhd · Lushnjë · Malësi e Madhe · Maliq · Mallakastër · Mat · Memaliaj · Mirditë · Patos · Peqin  · Përmet · Pogradec · Poliçan · Prrenjas · Pukë · Pustec · Roskovec · Rrogozhinë · Sarandë · Selenicë · Shijak · Shkodër · Skrapar · Tepelenë · Tirana · Tropojë · Vau i Dejës · Vlorë · Vorë

Deelgemeenten · Gemeenten · Prefecturen